# توك
توك (بالبرتغالية: Tuck‏) هو لاعب كرة قدم برتغالي في مركز الوسط، ولد في 31 أكتوبر 1969 في بارسيلوس في البرتغال. لعب مع نادي بيلينينسش ونادي جل فيسنتي.

## وصلات خارجية
- توك على موقع قاعدة بيانات كرة القدم.إي يو (الإنجليزية)